# Приклонская, Прасковья Андреевна
Прасковья Андреевна Приклонская (1817 - 1878) — русская столбовая дворянка, последняя из рода Приклонских. Являлась крупной землевладелицей, владела мануфактурой по производству писчей бумаги (к 1870 предприятие выпускало до 40 тысяч стоп писчей и до 20 тысяч стоп обёрточной бумаги в год, а рабочих насчитывалось до 190. Владелица Усадьбы Приклонских-Рукавишниковых.

## Семья
Была замужем за Алексеем Павловичем Козловым, штабс-капитаном. Сын Козлов Павел Алексеевич.